# Al Sadd SC
Al Sadd SC je katarski nogometni klub iz Dohe koji se natječe u Katarskoj zvjezdanoj ligi koji je sezonu 2013./14. zaključio na 2. mjestu.
Al Sadd je jedan od klasičnih klubova FIFA.

## Drugi športovi
Al-Sadd uz nogometnu ima rukometnu, košarkašku, odbojkašku, stolnotenisku i lakoatletsku sekciju. Godine 2002. rukometna sekcija bila je svjetski prvak.

## Uspjesi
Domača natjecanja
- Prvak Katarske lige:

1971./72., 1973./74., 1978./79., 1979./80., 1980./81., 1986./87., 1987./88., 1989./89., 1999./00., 2003./04., 2005./06., 2006./07., 2012./13., 2018./19.., 2020./21., 2021./22., 2023./24., 2024./25. (rekord)
- Prvak Kupa katarskog emira:

1975., 1977., 1982., 1985., 1986., 1988., 1991., 1994., 2000., 2001., 2003., 2005., 2007., 2014. (rekord)
- Prvak Kupa katarskog princa:

1998., 2003., 2006., 2007., 2008.
- Prvak Kupa Šeika Jassema:

1978., 1979., 1980., 1982., 1986., 1987., 1989., 1991., 1998., 2000., 2002., 2007.
- Prvak Katarskog zvjezdanog kupa:

2010.
- Prvak Katarskog Osiguranje Kupa:

1994.
Azijska natjecanja
- Osvajač Azijske Lige prvaka:

1989. i 2011.
Regionalna natjecanja
- Osvajač Arapske Lige prvaka:

2001.
- Osvajač GCC Lige prvaka:

1991.
- Osvajač Gulf Air Kupa:

1982.
- Osvajač Zajedničkog turnira:

2003./04.
Međunarodna natjecanja
- Osvajač Trofeo Santiago Bernabeu

2013.
- Trećeplasirani na FIFA klupskog Svjetskog prvenstva:

2011.

## Vanjske poveznice
- www.al-saddclub.com